# Commelina attenuata
Commelina attenuata là một loài thực vật có hoa trong họ Commelinaceae. Loài này được K.D.Koenig ex Vahl mô tả khoa học đầu tiên năm 1805.